# Леблан, Жоржетта

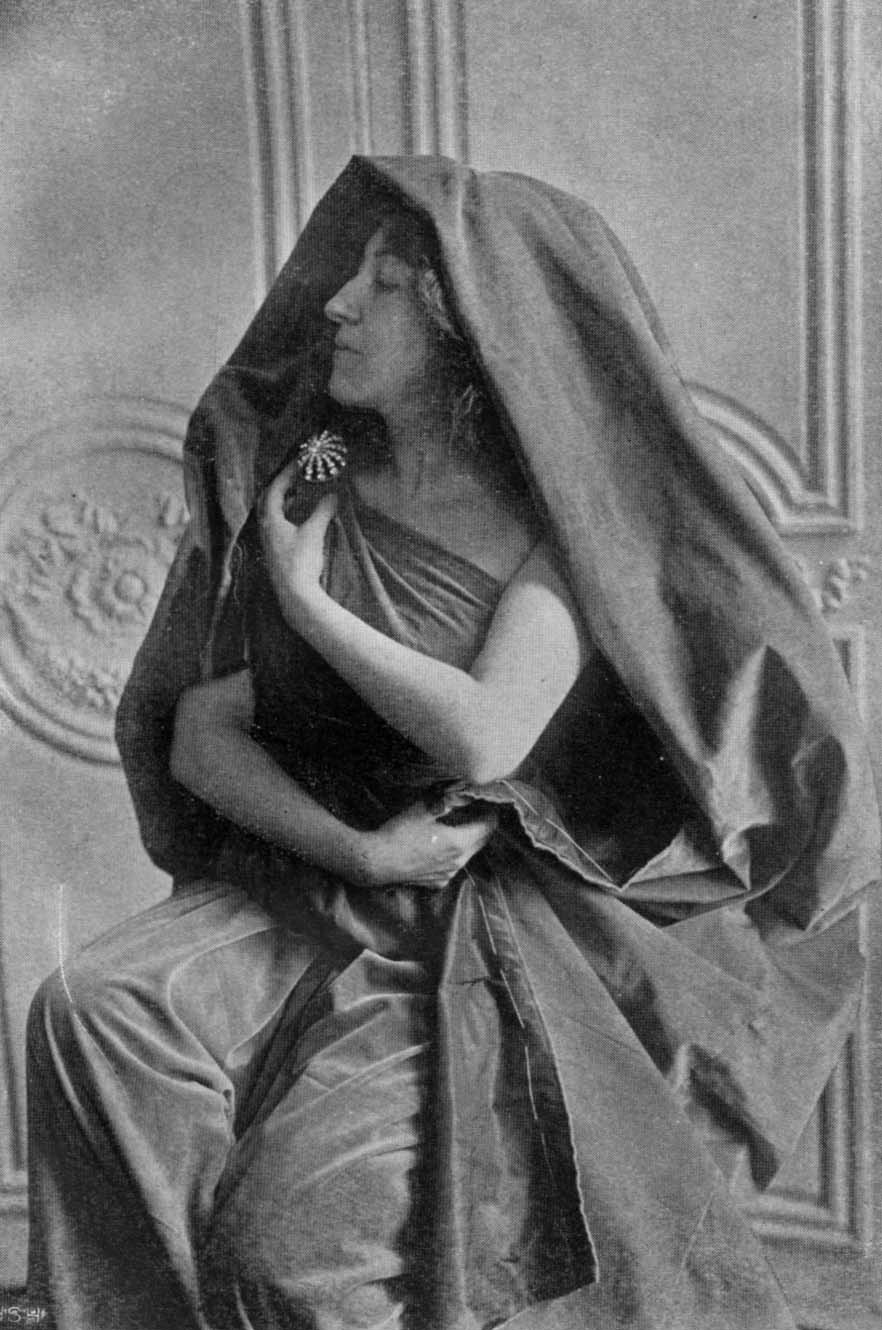
Жоржетта Леблан в роли Монны Ванны в Париже

Жоржетта Леблан (фр. Georgette Leblanc; 8 февраля 1869, Руан — 27 октября 1941, Ле-Канне) — французская оперная певица, актриса

 и писательница.

## Жизнь и творчество
Жоржетта Леблан была младшей дочерью в семье богатого судовладельца. Её старшим братом был известный писатель детективного жанра Морис Леблан. Поступила в парижскую Консерваторию, где изучала пение. Впервые выступила на сцене в ноябре 1893 года в роли Франсуазы в опере «Нападение на мельницу» («L’Attaque du Moulin») в парижском театре Комической оперы (Opéra-Comique). В 1894 она подписывает контракт с брюссельским театром Ла-Монне (Théâtre de la Monnaie), и исполняет там главные партии в операх Кармен, Таис, а также роль Аниты в опере Жюля Массне Наваррцы. Серьёзным ударом по самолюбию певицы стало решение Клода Дебюсси отдать главную партию в его опере Пеллеас и Мелизанда (1902) певице Мэри Гарден — несмотря на то, что автором пьесы, по которой была создана опера был драматург Морис Метерлинк — гражданский муж Леблан, и что эта роль первоначально была обещана ей. В мае 1907 года певица с большим успехом исполнила роль Арианы в опере Ариана и Синяя Борода композитора Поля Дюка, поставленной на сцене парижской «Комической оперы».
В 1918 году, после 23-х совместно прожитых лет Метерлинк уходит от Леблан (они никогда не были официально женаты) к 26-летней актрисе Рене Дагон, с которой уже 8 лет был в любовных отношениях. В начале 1920-х годов Леблан знакомится с американской писательницей Маргарет Андерсон (1886—1973), и вплоть до своей смерти в 1941 году живёт с ней в лесбийской связи.

## Сочинения
- 1904 Le Choix de la Vie
- 1919 Maeterlinck’s Dogs
- 1927 The Choice of Life
- 1931 Souvenir
- 1932 Souvenirs: My life with Maeterlinck
- 1947 La Machine à Courage, (издано посмертно)